# Clarence Mak
Clarence Mak (chinesisch 麥偉鑄 / 麦伟铸, Pinyin Mài Wěizhù, Jyutping Mak6 Wai5zyu3, * 1959 in Hongkong) ist ein chinesischer Komponist.

## Leben
Mak erwarb 1980 den LRSM von der Royal Schools of Music in London und 1981 das Diploma of Musica En Compostela in Spanien. Er erlangte 1984 den Bachelor of Arts in Musik an der Chinese University of Hong Kong (CUHK). Es folgte 1987 der Master of Music in Komposition an der Pennsylvania State University in den USA. Außerdem studierte er am Center for Computer Research in Music and Acoustics der Stanford University. Von 1987 bis 1994 war er Juniorprofessor für Musik an der Hong Kong Academy for Performing Arts (HKAPA). 1994 wurde er Professor für Musik ebenda. Seit 1998 ist er Leiter der Computer- und Elektronische-Musikabteilung an der Akademie. Zu seinen Schülern gehört Stephen Yip und Pang Chun-ting. Seine Kompositionen wurden in Europa, Japan, China, Taiwan und Australien aufgeführt. Es entstanden Aufnahmen mit der Hong Kong Composers’ Guild. Er arbeitete an Schulmusik im Rahmen der Bildungskampagne der Weltmusiktage 2002 in Hongkong.

## Preise
- 1983 Academic Creativity Award der CUHK
- 1984 Hong Kong Young Musicians' Awards